# Tipula schachovskoyi
Tipula schachovskoyi är en tvåvingeart som beskrevs av Alexander 1952. Tipula schachovskoyi ingår i släktet Tipula och familjen storharkrankar. Inga underarter finns listade i Catalogue of Life.